# Anthaxia aprutiana
Anthaxia aprutiana es una especie de escarabajo del género Anthaxia, familia Buprestidae. Fue descrita científicamente por Gerini en 1955.